# Alexander Iljitsch Leipunski

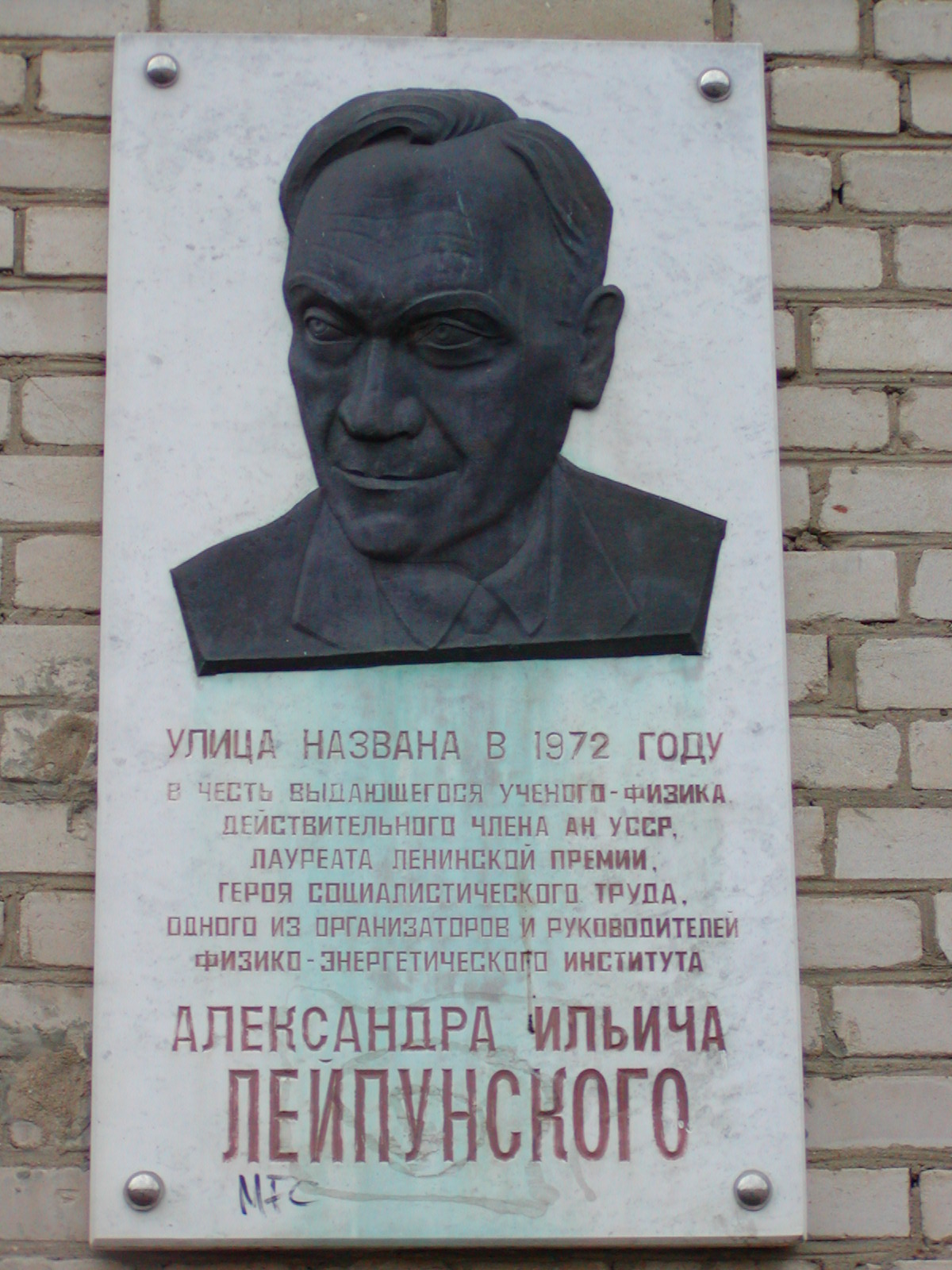
Gedenktafel für Leipunski an seinem ehemaligen Wohnhaus

Alexander Iljitsch Leipunski (russisch Александр Ильич Лейпунский, wiss. Transliteration Aleksandr Il'ič Lejpunskij; * 24.jul. / 7. Dezember 1903greg. in Dragli, Ujesd Sokal, Gouvernement Hrodna, Russisches Kaiserreich; † 14. August 1972) war ein sowjetischer Physiker und Mitglied der Ukrainischen Akademie der Wissenschaften. Seine Arbeiten umfassten vor allem die Atomphysik, Kernphysik sowie Kernenergie.

## Leben
Leipunski wurde am 7. Dezember 1903 im Dorf Dragli im Ujesd Sokal in Galizien (heute Polen) geboren. Er machte in einem Fernstudium einen Abschluss am mechanischen Technikum von Rybinsk (Рыбинский механический техникум) und immatrikulierte im Jahr 1921 an der physikalisch-mechanischen Fakultät der Staatlichen Polytechnischen Universität Sankt Petersburg. Im Frühjahr 1923 war es Leipunski möglich, im Labor des bekannten sowjetischen Physikers und späteren Mitglieds der Akademie der Wissenschaften Abram Fjodorowitsch Joffe am Leningrader physikalisch-technischen Institut (ЛФТИ) zu arbeiten. 1928 wechselte Leipunski an das Charkower Physikalisch-Technische Institut (Харьковский физико-технический институт), an dem er 1930 stellvertretender Direktor, 1933 dann Direktor wurde und das Labor für Kernphysik leitete. 1933 wurde er zum Mitglied der Akademie der Wissenschaften der Ukrainischen SSR gewählt. 1932 gelang es ihm mit weiteren Kollegen, erstmals in der Sowjetunion einen Lithiumkern durch beschleunigte Protonen zu spalten. Von März bis Dezember 1935 arbeitete Leipunski an der University of Cambridge beim Atomphysiker und Nobelpreisträger Ernest Rutherford. 1936 bestätigte er die von Wolfgang Pauli aufgestellte Neutrinohypothese das erste Mal indirekt durch Energiemessung beim Beta-Zerfall. 1937 wurde Leipunski der „Mithilfe der Feinde des Volkes“ beschuldigt. Er wurde aus der KPdSU ausgeschlossen und seines Direktorenpostens enthoben. Am 14. Juli 1938 wurde er in Charkiw verhaftet und in ein Gefängnis nach Kiew gebracht. Auf Grund von mangelnden Beweisen wurde Leipunski aber am 8. August 1938 entlassen und das Verfahren eingestellt. Ab dem Jahr 1939 wurde Leipunski Leiter der Forschungen zur Uranspaltung. 1940 beschäftigte er sich außerdem mit dem Bau des Teilchenbeschleunigers Zyklotron. Leipunski nahm in der Folgezeit an den Arbeiten der Sowjetischen Akademie der Wissenschaften um die Kernspaltung teil. Von 1941 bis 1944 wurde er außerdem Direktor des Instituts für Physik und Mathematik der Akademie der Wissenschaften. Er schuf dort 1944 die Abteilung für Kernphysik und leitete dort außerdem den Sektor ITEF (Institut für Theoretische und Experimentelle Physik). Außerdem war er Dekan des MIFI und hatte dort einen Lehrstuhl. Ab dem Jahr 1949 leitete Leipunski das Physikalisch-Energetische Institut in Obninsk und war von 1950 an Leiter des Programmes zum Bau eines Schnellen Neutronenreaktors.

## Auszeichnungen
Leipunski erhielt zahlreiche Auszeichnungen für seine Arbeiten. Unter anderem erhielt er im Jahr 1960 den Leninpreis, 1963 den Titel Held der sozialistischen Arbeit, den Orden der Oktoberrevolution, das sowjetische Ehrenzeichen (Орден «Знак Почёта») sowie drei Leninorden.